# Hécourt, Eure
Hécourt är en kommun i departementet Eure i regionen Normandie i norra Frankrike. Kommunen ligger i kantonen Pacy-sur-Eure som tillhör arrondissementet Évreux. År 2022 hade Hécourt 318 invånare.

## Befolkningsutveckling
Antalet invånare i kommunen Hécourt
Referens:INSEE